# Jen my dva
Jen my dva (v originále L'Amour et les Forêts) je francouzský hraný film z roku 2023, který režírovala Valérie Donzelli jako adaptaci románu L'Amour et les Forêts od Érica Reinhardta. Snímek měl světovou premiéru na filmovém festivalu v Cannes dne 24. května 2023.

## Děj
Blanche vypráví svůj příběh svému právníkovi. Je učitelkou francouzštiny, a její setkání s Grégoirem, který pracuje v bance, mělo zpočátku podobu dokonalého románku. Blanche velmi rychle otěhotní. Vezmou se. Pak jí Grégoire oznámí, že je převelen do Met. Opouštějí Normandii a odcházejí do Lotrinska. Blanche se izoluje od svých blízkých a své sestry dvojčete Rose. Po příjezdu do Met Blanche pochopí, že jí Grégoire lhal. Nebyla to jeho banka, která ho poslala do Met, byl on sám požádal o přesun.
Po narození dcery si Blanche našla práci na střední škole v Nancy, což se Grégoirovi nelíbilo, protože chtěl, aby zůstala doma. Grégoire se stává čím dál majetnickým. Velmi často volá své ženě, rozčiluje se, když nezvedne telefon, a požaduje, aby po práci ihned přišla domů. Vyhýbá se rodinným setkáním, jak jen to jde, a tím omezuje manželčin vztah s rodinou.
Brzy se jim narodí druhé dítě. Grégoire postupně rozšiřuje svou moc nad životem své ženy. Pronáší poznámky vyvolávající vinu a obviňuje ji, že je zodpovědná za rozpad jejich vztahu. Kontroluje jejich výdaje. Chová se jako vzorný otec a daří se mu získat si děti pro svou věc. Blanche se cítí pod tlakem a rozhodne se zaregistrovat na seznamce, aby znovu získala alespoň trochu svobody. Tam potkává Davida. Když si Grégoire uvědomí, že ho podvedla, zvýší nad svou ženou kontrolu a požaduje, aby mu dopodrobna vyprávěla o svém setkání s Davidem.
Vyčerpaná Blanche ve třídě omdlí. Zahnána do kouta se pokusí o sebevraždu. Po hospitalizaci odejde do azylového domu a uvědomí si, v jaké slepé uličce se nachází. Požádá svou sestru Rose, aby vzala děti do Normandie. Po návratu domů pro nějaké věci řekne Grégoireovi, že se chce rozvést. Grégoire ztratí nervy a pokusí se ji uškrtit. Blanche se podaří osvobodit, ale na krku má stopy po škrcení. Blanche a Grégoire se potkají znovu až u soudu.

## Obsazení
| Virginie Efira    | Blanche Renard / Rose Renard |
| Melvil Poupaud    | Grégoire Lamoureux           |
| Marie Rivière     | matka Blanche a Rose         |
| Dominique Reymond | advokát                      |
| Bertrand Belin    | David                        |
| Romane Bohringer  | Delphine                     |
| Laurence Côte     | Catherine                    |
| Virginie Ledoyen  | Candice                      |
| Philippe Uchan    | Jérôme Vierson               |
| Nathalie Richard  | gynekoložka                  |

## Ocenění
- César: nejlepší výprava (Valérie Donzelli a Audrey Diwanová), nominace v kategoriích nejlepší herec (Melvil Poupaud), nejlepší herečka (Virginie Efira) a nejlepší filmová hudba (Gabriel Yared)